# Arike Ogunbowale
Arike Ogunbowale (Milwaukee, Wisconsin, 2 de marzo de 1997) es una jugadora estadounidense de baloncesto de los Dallas Wings de la WNBA.

## Carrera

### Instituto
Ogunbowale jugó al baloncesto de la escuela secundaria en Divine Savior Holy Angels High School en Milwaukee. En la temporada 2014-2015, el equipo ganó el título de la División I de la Asociación Atlética Interescolar de Wisconsin, con Ogunbowale promediando 27.2 puntos por juego. Ogunbowale fue nombrada Wisconsin Miss Basketball 2015 y fue una selección de McDonald's High School All-America.

### Universidad
Ogunbowale promedió 11.4 puntos por juego en su primer año en Notre Dame como jugadora de reserva, y se convirtió en titular regular el próximo año.
En su temporada júnior, Ogunbowale ayudó a los Fighting Irish a ganar el Torneo de Básquetbol Femenino de la División I de la NCAA de 2018, ganando canastas ganadoras en la semifinal contra Connecticut y en la final contra el Mississippi State.

### Profesional
[actualizar]

## Vida personal
Ogunbowale nació en Milwaukee, Wisconsin, hija de Yolanda y Gregory Ogunbowale, siendo la menor de tres hijos. La madre de Arike, Yolanda, jugaba al sóftbol en la Universidad DePaul y su hermano Dare jugaba al fútbol en la Universidad de Wisconsin.
De 2009 a 2012, Ogunbowale fue parte de cuatro equipos de fútbol ganadores de la Copa de Wisconsin.

### Dancing with the Stars
En abril de 2018, Ogunbowale fue anunciada como una de las celebridades que competirán en la temporada 26 de Dancing with the Stars. Ella fue emparejada con el bailarín profesional Gleb Savchenko. La pareja fue eliminada en la segunda semana de la temporada en una doble eliminación, quedando en el séptimo puesto.